# Calligrapha ostryae
Calligrapha ostryae är en skalbaggsart som beskrevs av Brown 1945. Calligrapha ostryae ingår i släktet Calligrapha och familjen bladbaggar. Inga underarter finns listade i Catalogue of Life.